# Шесть шагов до Кевина Бейкона

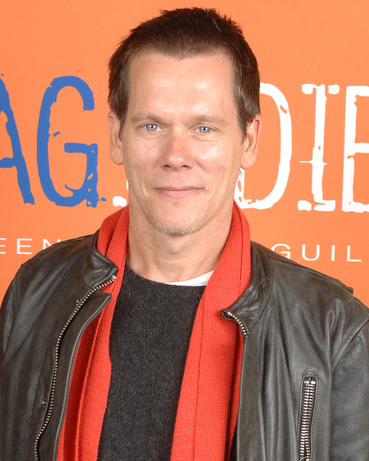
Кевин Бейкон в 2007 году

Шесть шагов до Кевина Бейкона (англ. Six Degrees of Kevin Bacon) — игра, участники которой должны не более чем за 6 переходов найти связь между каким-либо актёром и Кевином Бейконом через актёров, вместе с которыми они снимались. Игра основана на теориях тесного мира и шести рукопожатий.

## История
В интервью журналу «Premiere», вышедшем в феврале 1994 года и посвящённом фильму «Дикая река», Бэйкон отметил, что актёры, с которыми он снимался, работали со всеми голливудскими актёрами. Первоначально малоизвестный факт стал тиражироваться и получил название «Бэйкон — центр Вселенной». На основе этого стала зарождаться игра. Её создали три студента колледжа Олбрайт, Крейг Фэсс, Брайан Тартл и Майк Джинелли. В начале 1994 года они посмотрели фильм «Свободные», после чего стали обсуждать, что Бэйкон снялся в большом количестве фильмов, и множество актёров связано с ним через них. На вечеринках трио забавлялось тем, что люди называли им имена актёров, а студенты связывали их с Бэйконом. Они написали письмо Джону Стюарту, а позже появились в его шоу и шоу Ховарда Стэрна с Бэйконом, где объяснили суть игры. Бэйкон сказал, что сначала отрицательно относился к игре, но потом понял, что она не высмеивает его, и она ему даже понравилась. В сотрудничестве с Бэйконом трио написало книгу «Six Degrees of Kevin Bacon». Позже Endless Games выпустила настольную игру по её мотивам.
Бэйкон снялся в рекламе кредитных карт Visa, пародирующей игру. По сюжету рекламы, Бэйкон хочет выписать чек за купленную книгу, но продавец требует идентификационную карту. Бэйкон уходит и позже возвращается с группой людей, после чего заявляет: «Смотрите: я снимался в кино с актрисой второго плана Юнис, чей парикмахер, Уэйн, ходит на воскресную службу к отцу О’Нилу, который играет в бадминтон с доктором Санджаем, который удалил аппендикс Ким, которая бросила Вас на втором курсе. Как Вы видите, мы практически братья».
Игра была упомянута в серии «Без ума от тебя» от 19 ноября 1996 года, где один из персонажей утверждал, что любой актёр находится максимум в трёх шагах от Бэйкона. В 2000 году Бэйкон появился в эпизодической роли независимого фильма «Мы женились на Марго», персонажи которого понимают, что когда-то встречались с Марго, а известные актёры и спортсмены утверждают, что знакомы с Марго.
В 2007 году Бэйкон открыл благотворительную организацию SixDegrees.org, а в 2009 году появился в программе «National Geographic Channel» «The Human Family Tree» о геногеографии, где объяснялись генетические связи людей.

## Число Бэйкона
Число Бэйкона является аналогом числа Эрдёша для киноиндустрии, оно показывает связь актёра с Бэйконом. Чем больше число, тем дальше актёр от Бэйкона. Согласно алгоритму, Бэйкон — единственный обладатель числа 0; те, кто снимались с ним в одном фильме — 1; актёры, снимавшиеся с кинематографистами с числом Бэйкона 1, имеют число 2 и так далее.
На примере Элвиса Пресли видно, что музыкант имеет число Бэйкона 2:
- Пресли снимался в фильме 1969 года «Смена привычки» с Эдвардом Аснером.
- Аснер снимался в фильме 1991 года «Джон Ф. Кеннеди. Выстрелы в Далласе» с Бэйконом.

Максимальным конечным числом Бэйкона является число 9, 12 % актёров вообще не имеют связи с Бэйконом.

## The Oracle of Bacon
Сотрудник Вирджинского университета Бретт Тжаден создал программу «The Oracle of Bacon», которая обрабатывает актёрскую базу «Internet Movie Database» на предмет взаимосвязей кинематографистов. Как выяснилось, Бэйкон далеко не «центр Вселенной», он не входит даже в сотню актёров, больше других подходящих на эту роль, хотя и находится не так далеко от «центра», ближе чем 99 % актёров. Хотя с каждым новым фильмом лидеры «голливудского центра» могут меняться, на начало 2009 года лучшими кандидатами являлись Деннис Хоппер (лидер), Род Стайгер и Дональд Сазерленд. Лидером среди актрис является Карен Блэк.